# مذبحة ثانوية كولومباين
مذبحة ثانوية كولومباين وقعت يوم الثلاثاء 20 أبريل 1999، في مدرسة كولومبين العليا في كولومباين وهي منطقة غير مدمجة في مقاطعة جيفيرسون، الولايات المتحدة، بالقرب من دنفر وليتلتون. الطالبان إريك هاريس وديلان كليبولد، شرعا في المجزرة، مما أسفر عن مقتل 12 طالبا ومدرّس واحد. كما جرحوا 21 طالبا، وأُصيب ثلاثة أشخاص أثناء محاولتهم الفرار . ثم انتحرا فيما بعد. وهي رابع أكثر مذابح المؤسسات التعليمية دموية في تاريخ الولايات المتحدة، بعد كارثة حمام مدرسة 1927، مذبحة جامعة فرجينيا للتكنولوجيا 2007 ومجزرة جامعة تكساس 1966، أكثر مذابح الثانويات الأميركية.
أثارت مذبحة جدلا بشأن قوانين السيطرة على السلاح، وتوافر الأسلحة النارية في الولايات المتحدة، والعنف المسلح التي تنطوي على الشباب. جزء كبير من المناقشة تركز أيضا على طبيعة زمرة المدرسة الثانوية، والثقافات الفرعية والبلطجة، وكذلك على دور الأفلام وألعاب الفيديو العنيفة في المجتمع الأميركي. أسفر إطلاق النار أيضا في زيادة التركيز على أمن المدرسة، والهلع الأخلاقي تهدف إلى الثقافة القوطية، منبوذون الاجتماعية، وثقافة السلاح، واستخدام المراهقين لمضادات الاكتئاب، وأفلام العنف والموسيقى، واستخدام الإنترنت في سن المراهقة، وألعاب الفيديو العنيفة.